# Żiwko
Żiwko (bułg. Живко) – wieś w Bułgarii, w obwodzie Gabrowo, w gminie Gabrowo. Według danych szacunkowych Ujednoliconego Systemu Ewidencji Ludności oraz Usług Administracyjnych dla Ludności, 15 marca 2016 roku miejscowość liczyła 4 mieszkańców.

## Osoby związane z miejscowością
- Iwan Rajkow (1912–2002) – bułgarski partyzant